# (6199) Yoshiokayayoi
(6199) Yoshiokayayoi ist ein Asteroid des Hauptgürtels, der am 26. Januar 1992 vom japanischen Astronomen Atsushi Sugie am Dynic Astronomical Observatory (IAU-Code 402) in Japan entdeckt wurde.
Der Asteroid wurde am 23. November 1999 nach der japanischen Ärztin, Pädagogin und Frauenrechtsaktivistin Yoshioka Yayoi (1871–1959) benannt, die 1900 die Tokyo Women’s Medical University (東京女子医科大学), die erste medizinische Hochschule für Frauen in Japan, gründete.